# بونوشکی چیفلوک
بونوشکی چیفلوک (به صربی: Bunuški Čifluk) یک روستا در صربستان است که در لسکواس واقع شده‌است. بونوشکی چیفلوک ۵۰۵ نفر جمعیت دارد.